# 앤서니 파우치
앤서니 파우치(Anthony Stephen Fauci, 1940년 12월 24일 ~ )는 미국의 의사, 병리학자이다.

## 생애
파우치는 1940년 뉴욕 브루클린에서 태어났다. 부모는 브루클린에서 약국을 운영했다. 부친은 콜롬비아 대학교 출신의 약사였다.
파우치의 조부모, 외조모는 이탈리아, 외조부는 스위스에서 19세기에 이민왔다. 파우치는 자라면서 천주교를 믿었다.

## 경력
1968년, 28세 때 국립보건원 (미국) 미국 국립 알레르기·전염병 연구소(NIAID)의 임상연구실에 어소시에이트로 취직했다. 1974년, 34세 임상연구실의 생리학부 책임자가 되었다. 1980년, 40세 때 면역조절 연구소 소장이 되었다. 1984년, 44세 때 NIAID 소장이 되었다. 이후 38년간 소장으로 복무하며 7명의 대통령 하에서 에이즈를 비롯한 수많은 전염병에 대처하였고 2022년 NIAID 소장에서 퇴임하였다.